# 신새봄
신새봄(1992년 2월 28일~)은 대한민국의 쇼트트랙 선수이다. 현재 스포츠토토 빙상단 소속이다.

## 수상
국제 대회
- 2007년 2007 세계 주니어 쇼트트랙 선수권 대회 500m 1위, 1500m 2위, 2000m 계주 1위(종합2위)
- 2007년 07-08 ISU 쇼트트랙 월드컵 1차 - 여자 1500m(1) 2위, 3000m 계주 2위
- 2007년 07-08 ISU 쇼트트랙 월드컵 2차 - 여자 500m 2위
- 2007년 07-08 ISU 쇼트트랙 월드컵 4차 - 여자 1500m(1)1위
- 2008년 08-09 ISU 쇼트트랙 월드컵 1차 - 여자 1000m 2위, 1500(2)1위, 3000m 계주 2위
- 2008년 08-09 ISU 쇼트트랙 월드컵 2차 - 여자 1000m(2) 1위, 1500m 3위3000m 계주 2위
- 2008년 08-09 ISU 쇼트트랙 월드컵 3차 - 여자 1000m 3위, 3000m 계주 2위
- 2008년 08-09 ISU 쇼트트랙 월드컵 4차 - 여자 1500m(1) 2위, 1500m(2) 1위 3000m계주 2위
- 2008년 2008 쇼트트랙 세계 선수권대회 여자 3000m 계주 1위
- 2008년 2008 쇼트트랙 세계 팀 선수권대회 여자 500m 1000m 1위 (종합2위)
- 2009년 2009 쇼트트랙 세계 선수권 대회 - 여자 1500m 3위,1000m 3위, 3000m(S.F)3위,3000m 계주 2위
- 2009년 2009 쇼트트랙 세계 팀 선수권대회 여자 500m,1000m,3000m 계주 1위 (종합2위)
- 2010년 쇼트트랙 아시아 트로피 선수권 대회 여자 500m 4위, 1000m 5위, 1500m 7위
- 2011년 제 25회 동계 유니버시아드 대회 - 여자 3000m 계주 1위

국내 대회
- 2007년 제 22회 회장배 전국남녀 쇼트트랙 스피드 스케이팅 대회 여자 중등부 1000m, 1500m 1위
- 2007년 제 88회 전국동계체육대회 여자 중등부 1000m, 3000m(S.F), 2000m 계주 1위
- 2008년 제 89회 전국동계체육대회 여자 고등부 3000m 계주 1위
- 2009년 제 22회 서울특별시장배 빙상경기대회 여자 고등부 500m, 1000m 1위
- 2009년 제 25회 회장배 전국남녀 쇼트트랙 대회 여자 고등부 500m,1500m 1위
- 2010년 제 91회 전국동계체육대회 여자 대학부 1000m, 1500m 1위, 3000m 계주 3위
- 2010년 제 26회 회장배 전국남녀 쇼트트랙 스피드 스케이팅 대회 여자 대학부 1000m 1위
- 2012년 제 28회 회장배 전국남녀 쇼트트랙 스피드 스케이팅 대회 여자 대학부 3000m(S.F)3위,3000m 계주 1위
- 2012년 제 93회 전국동계체육대회 여자 대학부 1500m,3000m(S.F),3000m 계주 1위
- 2013년 제 94회 전국동계체육대회 여자 대학부 1000m 2위, 3000m 계주 2위
- 2013년 제 27회 전국남녀 종별종합 쇼트트랙 스피드 스케이팅 대회 여자 대학부 1500m, 500m, 1000m 2위,3000m(S.F) 1위
- 2013년 제 29회 회장배 전국남녀 쇼트트랙 스피드 스케이팅 대회 여자 대학부 3000m 계주 1위
- 2014년 제 31회 전국남녀 쇼트트랙 스피드 스케이팅 대회 여자 일반부 1000m 2위
- 2015년 제 96회 전국동계체육대회 여자 일반부 1500m 2위, 1000m 3위
- 2015년 제 29회 전국남녀 종별종합 쇼트트랙 스피드 스케이팅 대회 여자 일반부 500m 1위, 1000m 1위, 1500m 2위, 3000m(S.F) 5위
- 2015년 제 32회 전국남녀 쇼트트랙 스피드 스케이팅 대회 여자 일반부 500m 2위, 1500m 3위
- 2015년 제 31회 회장배 전국남녀 쇼트트랙 스피드 스케이팅 대회 여자 일반부 1500m 1위
- 2016년 제 97회 전국동계체육대회 여자 일반부 1000m 3위
- 2016년 제 33회 전국남녀 쇼트트랙 스피드 스케이팅 대회 여자 일반부 1500m 2위
- 2016년 제 32회 회장배 전국남녀 쇼트트랙 스피드 스케이팅 대회 여자 일반부 500m 1위
- 2017년 제 98회 전국동계체육대회 여자 일반부 500m, 1500m 3위
- 2017년 제 31회 전국남녀 종별종합 쇼트트랙 스피드스케이팅 선수권대회 여자 일반부 1500m 2위
- 2017년 제 34회 전국남녀 쇼트트랙 스피드스케이팅 대회 여자 일반부 500m 2위
- 2017년 제 33회 회장배 전국남녀 쇼트트랙 스피드스케이팅 대회 여자 일반부 1500m 2위
- 2018년 제 99회 전국동계체육대회 쇼트트랙 여자 일반부 500m 1위
- 2018년 제 32회 전국남녀 종별종합 쇼트트랙 스피드스케이팅 선수권대회 여자 실업부 500m 2위
- 2018년 제 33회 전국남녀 쇼트트랙 선수권 대회 및 18-19 국가대표선발전 2차 500m 2위, 1000m 3위
- 2018년 제 35회 전국남녀 쇼트트랙 스피드스케이팅 대회 여자 일반부 500m 1위
- 2019년 제 33회 전국남녀 종별종합 쇼트트랙 스피드스케이팅 선수권대회 여자 실업부 1500m 3위

## 경력
- 2007년 주니어 쇼트트랙 국가대표
- 2007년 07-08 쇼트트랙 국가대표
- 2008년 08-09 쇼트트랙 국가대표
- 2018년 18-19 쇼트트랙 국가대표

## 학력
- 청계초등학교
- 과천중학교
- 광문고등학교
- 한국체육대학교